# Сігулда
Сігулда (латис. Sigulda, нім. Segewold) — місто в центральній Латвії. Місце проведення міжнародних змагань з бобслею і санного спорту. Популярне місце відпочинку.

## Назва
- Сігулда (латис. Sigulda;  вимова)
- Зегевольд (нім. Segewold)

## Географія
Розташована за 50 км на північний схід від Риги на ріці Гауя у межах національного парку Гауя.
Річка Гауя біля Сігулди, Турайди й Крімулди тече по широкому древньому руслу, береги якого й навколишніх пагорбів обросли чудовими лісами. Тут також розташовані руїни замків древніх лицарів і древні городища. На берегах Гауї й на схилах древньої долини видно скелі червоного пісковику і їхні численні печери. Серед печер необхідно відзначити печери Гутманя й Ріса. Сігулда розташована в західній частині Відземської височини на відносно рівній ділянці платформи, придатної для розвитку сільського господарства, на висоті приблизно 100 — 102 метра над рівнем моря.
Сігулда — центр туризму Латвії й Національного парку Гауї.
Особливість ландшафту Сігулдського краю надає добре сформована мережа ярів, що розрізає береги Гауї і її припливів глибоко в долину. Щільність ярів у Сігулді — 600 м/км².
По гідрографічному поділу Сілгулдський край належить до басейну Гауї. Тільки невелика площа — південна частина сігулдських боліт з річкою Суду — належить до басейну Даугави.
Територія багата водними ресурсами. Найвідоміша річка — Гауя, що є другою за розміром й довжиною (452 км), а також найкрасивішою й підступною річкою в Латвії. Русло біля Сігулди шириною приблизно 100 метрів із сильно мінливою глибиною (0,3 — 7 метрів). В окрузі Сігулди є також багато джерел, озер і боліт. Озера невеликі, дрібні або середньої глибини (0,8 — 3 метри).

## Історія
Датою заснування вважається 1207 рік — рік підстави ордену мечоносців замку Зегеволд (Зігвальд — нім. Siegwald «Переможний ліс»). У результаті багатої історії навколо Сігулди розташовані численні замки й фортеці, найголовнішою з яких є відновлена фортеця Турайда. Навколо неї є парк скульптур і музей просто неба.
У Сігулді працює єдина в Прибалтиці канатна дорога, що зв'язує пагорби в Сігулді й Кримулді, побудована в 1969 році й дозволяє подолати 1060 метрів над долиною Гауї.
У 2007 році був відзначений 800-літній ювілей міста, основні урочистості відбулись 9-12 серпня.

## Пам'ятки
- Турайдський замок (11 століття) — практично повністю зруйнований і відновлений у наш час. Замки Біріні й Крімулдський.
- Печера Гутманя — найбільша печера в Латвії із джерелом, що вважалося святим, Національний парк Гауя. Мальовничі береги стрімкої річки Гауї з'єднує канатна дорога — є можливість покататися на повітряному трамвайчику.

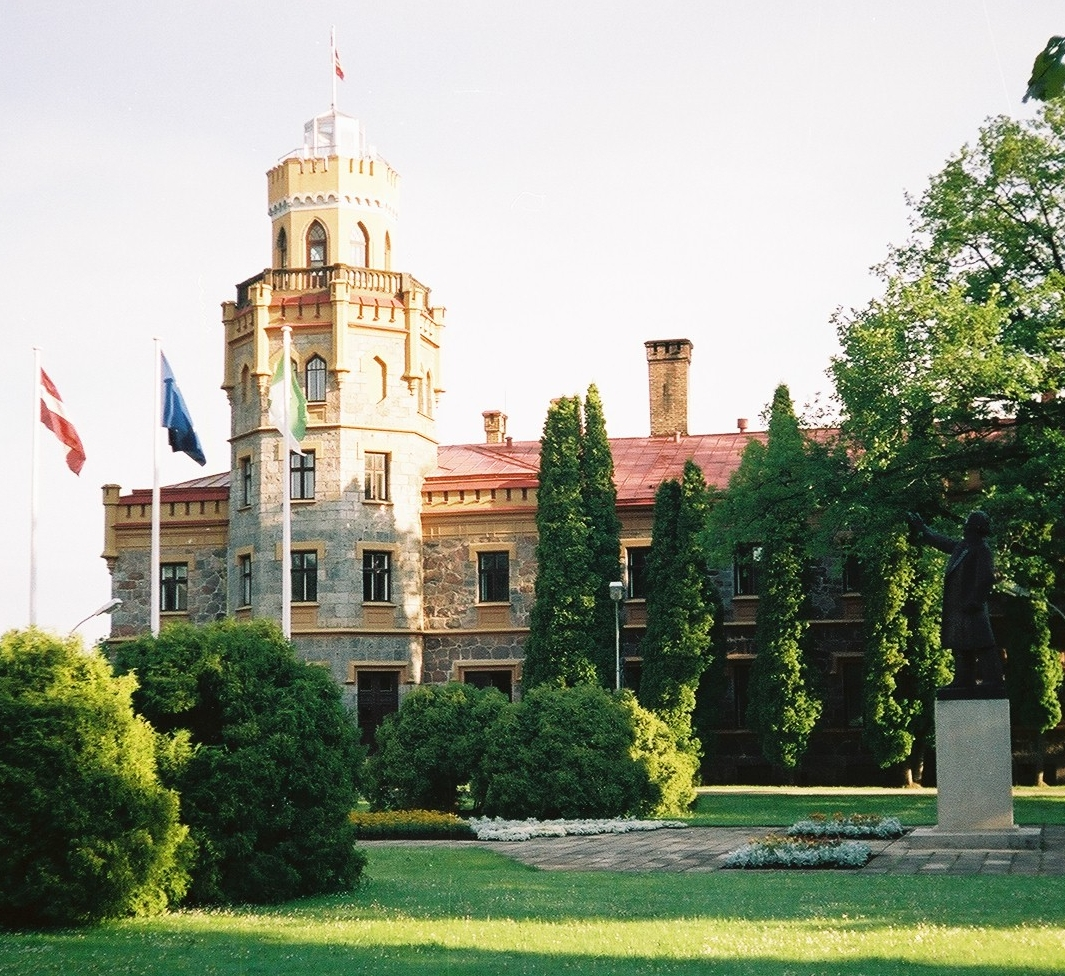
Новий замок
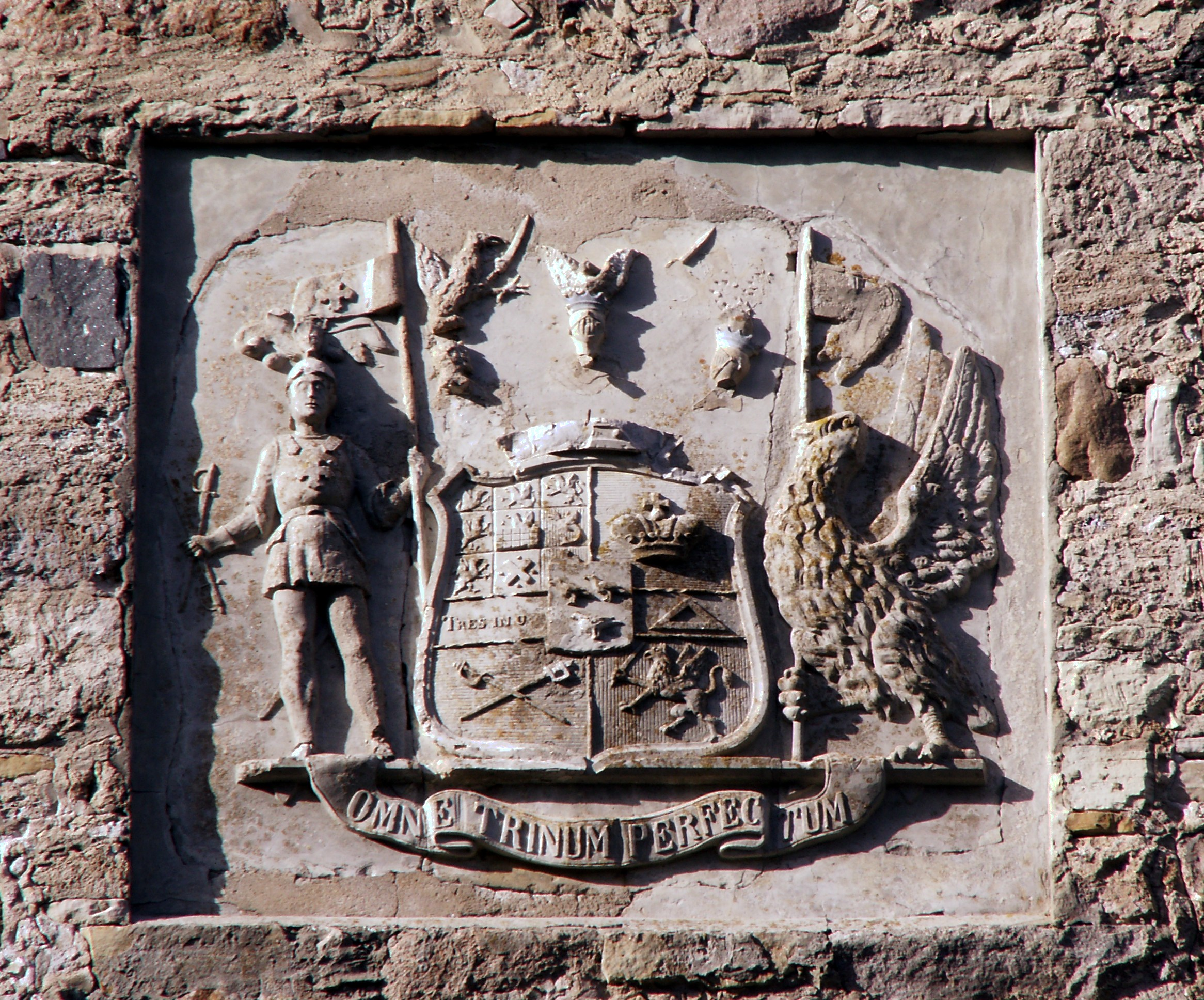
Герб єпископів Сигулди
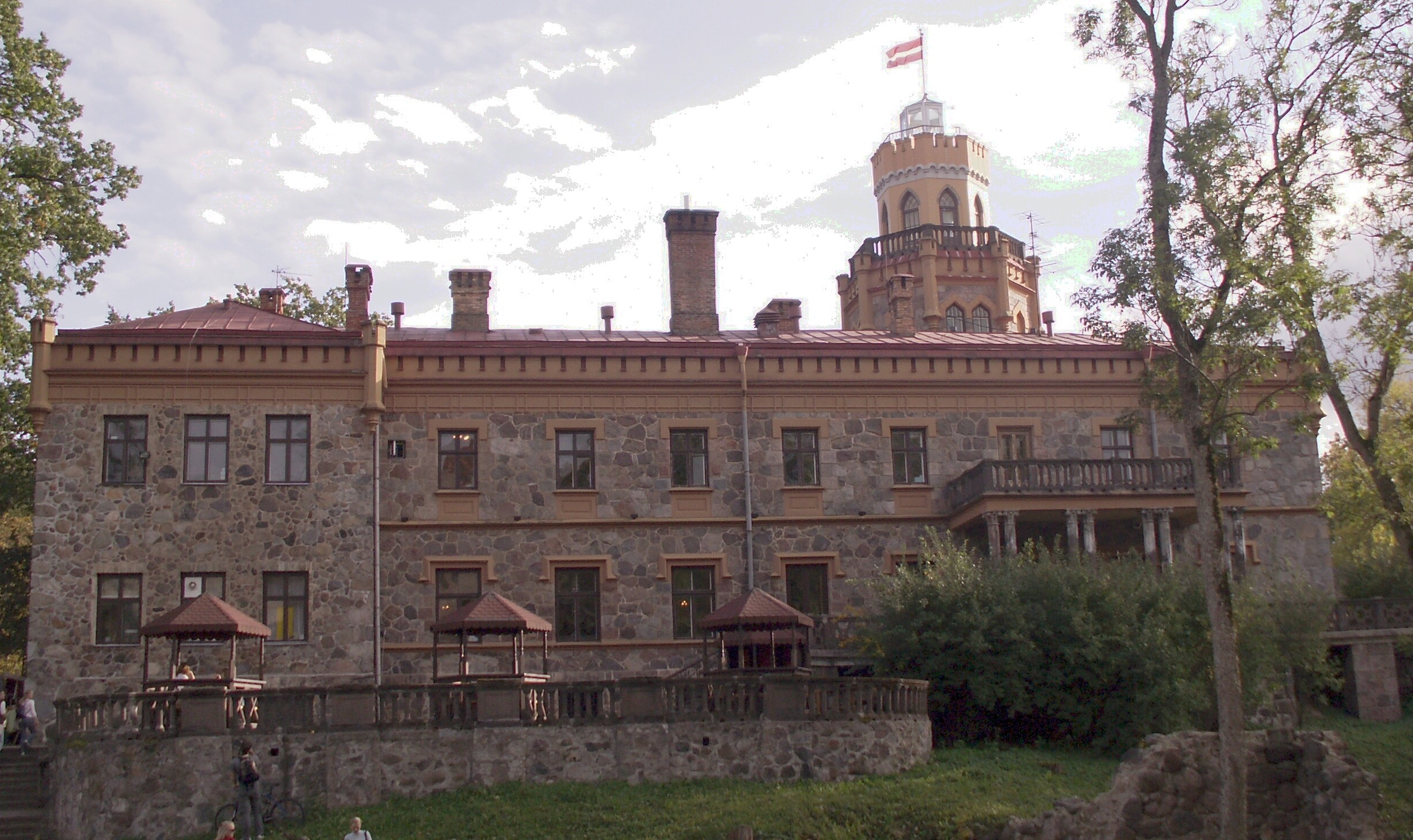
Новий замок
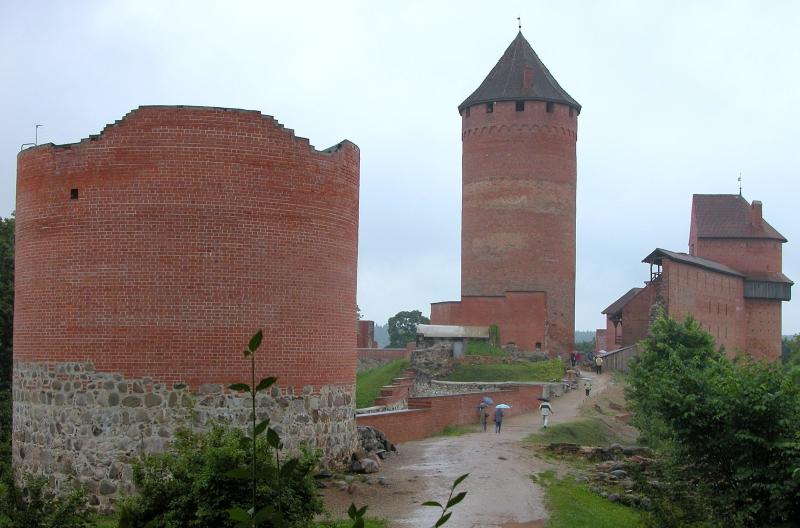
Турайдський замок

## Населення
Серед всього населення міста переважають латиші — 86 %, близько 9 % росіяни, 3 % білоруси, 2 % інші.
Чисельність населення Сігулди в 20 столітті (з 1909 по 2000 рік) зросла більш ніж в 10 разів. Якщо буде тривати будівництво приватних і багатоквартирних будинків, то в найближчі 2 — 3 роки число жителів різко зросте — від 15000 до 17000 чоловік.

## Економіка
Для подання інтересів підприємців створене суспільство «Клуб підприємців Сігулди», що поєднує підприємців Сігулдського краю. Усього в Сігулдському краї зареєстровано приблизно 900 підприємців. Рівень безробіття в краї навіть трохи нижчий, ніж у державі в цілому, і тісно пов'язаний з придатним середовищем для підприємництва в Сігулді й появою нових робочих місць. При співробітництві з Державними агентурами зайнятості тим людям, які перебувають у статусі безробітних, пропонується можливість попрацювати в області озеленення й догляду за територією краю.
У 2005 році самоврядування організувало міжнародний форум підприємців, у якому брали участь підприємці Сігулди й 6 дружніх міст. Він дав можливість підприємцям створювати ділові й дружні зв'язки, можливості по обміні досвідом у міжнародному масштабі.
Сігулдська крайова дума підтримує ініціативу підприємців, проекти й можливості вкладення капіталу, щоб формувати край з розвитий інфраструктурою.
У 2006 році Клуб підприємців за сприяння Сігулдської крайової думи організував першу виставку, де 50 підприємств Сігулдського краю презентували свою сферу діяльності, надавані послуги й зроблену продукцію.
Щоб залучити інвестиції фондів ЄС, самоврядування регулярно бере участь у конкурсних проектах. На сьогоднішній день фінансування одержали 7 значимих проектів самоврядування.

## Освіта
У Сігулдському краї 6 загальноосвітніх шкіл, 4 дошкільні навчальні заклади, працюють багато спеціалізованих шкіл — музична школа, художня школа, спортивна школа, центр інтересів дітей і молоді.
Число учнів у навчальних закладах самоврядування Сігулдського краю в 2005 році:
- у загальноосвітніх школах — 2524,
- у спеціалізованих школах — 1114,
- у дошкільних навчальних закладах — 494.

Вихованці шкіл регулярно й успішно беруть участь у різних конкурсах регіонального й республіканського значення.
Восени 2005 року свою роботу почала Сігулдська філія Сільськогосподарського університету Латвії, у якому заочно можна одержати вищу освіту по наступних напрямках: зоотехнік, організація й керування суспільством у сфері соціології й перший рівень професійного вищого утворення в підприємницькій діяльності.

## Спорт
Сігулда — значимий центр зимового спорту в Латвії. У Сігулді знаходиться бобслейно-санна траса, установлено 8 гірськолижних трас — сім на лівому березі Гауї, а восьма — у Крімулдській волості.
Традиційними стали щорічні змагання з гірськолижного спорту й сноуборду — «Сигілдський кубок», які цього року були організовані вже 28-й раз. У ньому взяли участь понад 300 спортсменів. Регулярно влаштовуються також змагання республіканського значення.
Сігулду полюбили не тільки представники зимових видів спорту. В інші пори року особливості рельєфу Сігулди використають велосипедисти. Наприклад, веломарафон, підтриманий Президентом країни, традиційно з 1997 року проходить у Сігулді. Торік у ньому брали участь понад 1500 велосипедистів, серед яких посадові особи Латвії й голова Сігулдської крайової думи Таліс Пукітіс. Багато охочих беруть участь у змаганнях з орієнтування. Уже традицією стало авторалі «Відземе». Аматори спорту Сігулди об'єдналися в різні спортивні клуби — з ім'ям Сігулди зареєстровані бадмінтонний і баскетбольний клуби, клуб з орієнтування, діє спортивний клуб «Брівнієкі», клуб санного спорту й сноуборду.
Для тренувань і змагань використовуються не тільки спортзали й майданчики Сігулдської спортивної школи, але також спортзал АТ «Сігулдас бувмейстарс», майданчик мінігольфу, пляж для волейболу, вулиці й майданчики для баскетболу.
У 2000 році повністю відновлений міський стадіон, давши стимул для розвитку легкої атлетики. Наприкінці 2005 року в Сігулді проходила 1 зимова олімпіада Латвії, у якій змагалося понад 600 найкращих спортсменів Латвії в 11 зимових видах спорту.
Традицією стали й зимові спортивні ігри в 14 різних видах спорту, взяти участь у яких може будь-який житель Сігулдського краю. Щорічно в рамках свята Сігулдського краю організуються турніри по футболу, настільному тенісу, новусу, стрілянині з повітряної рушниці й «День спорту родини» у Рокенах, де у великій кількості збираються сігулдські родини.

## Охорона здоров'я
Жителям Сігулди доступні багато лікарів-практиків, поліклініка й лікарня Ризького району, технічне забезпечення якої, завдяки підтримці Сігулдської крайової думи, щорічно поповнюється сучасним устаткуванням. Проведено істотні вкладення в модернізацію лікарні й поліклініки, ремонт і перебудову приміщень.
За державним планом структур охорони здоров'я, лікарня Ризького району запланована як єдиний медичний стаціонар у всьому Ризькому районі.

## Міста-побратими
- Агросd, Кіпр
- Алтеа, Іспанія
- Бад-Кецтінг, Німеччина
- Бандоран, Ірландія
- Белладжо, Італія
- Бірштонас, Литва
- Гольстебро, Данія
- Гранвіль, Франція
- Зволен, Словаччина
- Карккіла, Фінляндія
- Кейла, Естонія
- Кесеґ, Угорщина
- Марсаскала, Мальта
- Мерссен, Нідерланди
- Нідеранвен, Люксембург
- Превеза, Греція
- Пренай, Литва
- Сезімбра, Португалія
- Серет, Румунія
- Сушицеd, Чехія
- Трявна, Болгарія
- Тюрі, Естонія
- Уффалізd, Бельгія
- Хойна, Республіка Польща
- Чіатура, Грузія
- Шерборн, Велика Британія
- Шкоф'я-Лока, Словенія
- Юденбург, Австрія

## Відомі люди

### Старости
- Станіслав Стадницький

### Уродженці
- Роландс Загорскіс (нар. 1949) — латвійський актор театру і кіно.
- Імантс Драйска (1926—1996) — латвійський композитор.
- Закусило Валерій Васильович (1987—2020) — старший солдат Збройних сил України, учасник російсько-української війни.
- Митрофанов Валерій Володимирович (1946—2006) — український актор, заслужений артист УРСР.